# Psectra diptera
A Psectra diptera a recésszárnyú fátyolkák (Neuroptera) rendjének barnafátyolkák (Hemerobiidae) családjába, azon belül a Psectra nembe tartozó rovarfaj. A barnafátyolkák közül a legkisebbek közé tartozik, szárnyfesztávolsága mindössze 5–9 mm. Holarktikus elterjedésű, Európában és Észak-Amerikában (ide talán behurcolták), valamint Kína kivételével Észak-Ázsiában is előfordul. Magyarországon is megtalálható, például a Mecsek patakmenti ligeterdeiben. Széles körű elterjedése ellenére igen ritkának tekintik, esetleg a begyűjtésére alkalmazott módszerek nem megfelelőek. Fokozott hő- és nedvességigényű faj, vizes élőhelyek közelében, alacsony, sűrű vegetációban él.
Két alakváltozata létezik, a szokásos négyszárnyú (macroptera), és egy kétszárnyú (microptera), melynek hátsó szárnyai többé-kevésbé visszafejlődtek, csökevényesek. Utóbbiról kapta a faj specifikus nevét (diptera = kétszárnyú, mint a kétszárnyúak rendje). A két formát sokáig nemi dimorfizmusnak gondolták, de több példány külső genitáliáinak vizsgálata során bebizonyosodott, hogy 
1. a két forma ugyanazon fajba tartozik és
2. a dimorfizmus mindkét ivarnál előfordul.[5][6]